# Marlene Bach
Marlene Bach (* 1961 in Rheydt) ist eine deutsche Schriftstellerin und Psychologin. Der Nachname „Bach“ ist ein Pseudonym. Sie verfasst Kriminalromane und Kurzgeschichten.

## Leben
Marlene Bach wuchs nahe der niederländischen Grenze am Niederrhein auf. Sie studierte in Bonn Psychologie und wurde dort 1991 promoviert. Seit 1997 lebt sie mit ihrem Ehemann in Heidelberg-Handschuhsheim. Seitdem beschäftigt sie sich vermehrt mit Kunst und Literatur. In den letzten Jahren entstanden Produktionen mit Hammer und Bleistift: Steinskulpturen, Kurzgeschichten und schließlich 2006 mit Elenas Schweigen der erste Krimi, dem inzwischen sechs weitere Bände folgten. Für ihre Kurzgeschichte Der Herbstsohn erhielt sie im Jahr 2011 den Walter-Kempowski-Literaturpreis. Als Psychologin war sie im klinischen Bereich tätig.

## Preise und Ehrungen
- 2011 Walter-Kempowski-Literaturpreis der Hamburger Autorenvereinigung (1. Preis)
- 2017 Nordhessischer Literaturpreis „Holzhäuser Heckethaler“ (2. Preis)

## Schriften

### Bücher
- Elenas Schweigen.  Emons-Verlag, Köln 2006, ISBN 978-3-89705-435-6.
- Kurpfälzer Intrige. Emons-Verlag, Köln 2007, ISBN 978-3-89705-520-9.
- Ab in die Hölle. Emons-Verlag, Köln 2008 ISBN 978-3-89705-609-1.
- Kurpfalzblues. Emons-Verlag, Köln 2011, ISBN 978-3-89705-757-9.
- Kurpfalzgift. Emons-Verlag, Köln 2013, ISBN 978-3-95451-057-3.
- Endstation Heidelberg. Emons-Verlag, Köln 2016, ISBN 978-3-95451-968-2.
- Samtschwarz. Emons-Verlag, Köln, 2020, ISBN 978-3-7408-0766-5.
- Heidelberger Hexentanz. Emons-Verlag, Köln 2023, ISBN 978-3-7408-1848-7.
- So weit das Land, so frei das Herz. Emons-Verlag, Köln 2024, ISBN 978-3-7408-2108-1.

### Beiträge
- Odenwälder Bauernschnitzel. In: Mörderische Kurpfalz. Wellhöfer Verlag. Mannheim, 2008. ISBN 978-3939540236

- Beierleins Befreiung. In: Gabriele Bensberg (Hrsg.), Schwanenhals und Krähenfüße. Engelsdorfer Verlag, 2009. ISBN 978-3869011691

- Kurpfälzer Gewürzmischung. In: Soko Metropolregion (Hrsg.): Mörderischer Erfindergeist: Kriminelles aus der Metropolregion Rhein-Neckar. Gmeiner Verlag, 2011. ISBN 978-3839211274

- Verstrickt. In: Cordelia Borchardt & Andreas Hoh (Hrsg.): Der Tod wartet im Netz. Die besten Einsendungen zum Agatha-Christie-Krimipreis 2011. Fischer-e-books, 2011. ISBN 978-3-10-401335-0

- Zwei, die verlieren. In: Arbeitskreis gegen Spielsucht e.V. (Hrsg.): Bunte Lichter – Dunkle Schatten. Glücksspiel – Faszination und Abgrund. Geest-Verlag, 2013. ISBN 978-3866853898

- Thaddäus Zech & Stefan Schöbel (Hrsg.): Menschen – Augen – Blicke. Bildband über das „Weinloch“ in der Unteren Straße / Heidelberg; Fotos von Thaddäus Zech & Thilo Ross, Texte von Marlene Bach. Schöbel-Verlag, 2013. ISBN 978-3981636604

- Der Herbstsohn. In: Sabine Witt (Hrsg.): Zunächst mal den Winter abwarten. Kurzgeschichten / Walter-Kempowski-Förderpreis der Hamburger Autorenvereinigung 2005 bis 2017. Verlag Expeditionen, Edition Hamburger Autorenvereinigung, 2017. ISBN 978-3943863789